# Eimear Quinn
Eimear Quinn (Dublín, 18 de desembre de 1972) és una cantant irlandesa, especialment coneguda per ser la guanyadora del Festival de la Cançó d'Eurovisió 1996 amb el tema The Voice.

## Biografia
Quinn va néixer a Dublín, en una família en la qual la música, i particularment la coral, tenien gran importància. Amb només 4 anys ja participava en un cor, als 10 tocava el piano i als 15 va començar a estudiar cant clàssic com a soprano en el Conservatori de Dublín. De seguida es va especialitzar en música antiga i barroca, sent la seva veu de soprano lleugera especialment adequada per a la interpretació d'obres de Johann Sebastian Bach, una de les seves passions.
Està casada amb el productor Noel Curran el qual va conèixer durant la seva estada a Oslo, ell era un dels caps de la delegació irlandesa per Eurovisió; amb qui es va casar a l'any següent.

## Trajectòria
Abans de ser coneguda, va pertànyer al grup Zefiro i més tard durant un any i mig al cor cèltic de cambra Anúna, en una actuació del grup en la catedral dublinesa de Sant Patrici a la que Quinn participava com a solista, fou escoltada pel compositor Brendan Graham, autor entre altres temes irlandesos eurovisius de la triomfadora del 94 Rock 'n' roll kids, i la va convidar a interpretar la seva cançó The Voice a la preselecció irlandesa per a Eurovisió sortint-ne vencedora.
Al 1996 va representar al seu país en el Festival de la Cançó d'Eurovisió a Oslo amb The Voice, un tema inspirat en la música folk irlandesa (coneguda popularment com a celta). Va aconseguir la victòria i va ser el quart triomf d'Irlanda en el festival en els últims cinc anys. La seva veu i estil va fer que se'l considerés per la premsa com "la filla musical de Enya". The Voice seria versionada posteriorment per Celtic Woman.
Durant el mateix any va llançar el seu primer àlbum, Winter, Fire and Snow.
Després de diversos anys de silenci, al 2001 grava el disc Through the lens of a tear, amb l'ajuda de Pól Brennan (germà de Enya) com a productor i com a coautor, juntament amb Quinn.
Una de les últimes aparicions d'importància de la cantant va ser a l'octubre de 2005, participant com a corista en la gal·la Congratulations, la celebració del 50 Aniversari del Festival d'Eurovisió, on va cantar de nou un fragment de "The Voice".
El 8 de maig de 2006 va llançar el seu tercer disc, Gatherings. Des de llavors col·labora amb diversos artistes i amb la televisió irlandesa, RTE.